# Valentí Castanys i Borràs
Valentí Castanys i Borràs (Barcelona, 7 de juliol del 1898 - 11 de setembre del 1965) fou un dibuixant, humorista i comediògraf barceloní.

## Biografia
Va ser la principal figura i impulsor de la revista d'humor esportiu Xut!, nascuda el 1922. Fou col·laborador d'un gran nombre de publicacions d'humor gràfic i informació general: En Patufet, El Senyor Canons, El Be Negre, La Veu de Catalunya, La Rambla, La Ciutat o La Piula. Va assolir una gran popularitat com a humorista radiofònic, conferenciant i escriptor, en crear, per exemple, la popular família Sistachs.
Va ser l'il·lustrador de la novel·la Quo vadis, Sànchez? (1931), de Francesc Trabal, amb qui compartia l'admiració pel cinema i l'humorisme, tal com el mateix Castanys plasmà a Barcelona-Hollywood (1935).
Durant la guerra civil es va refugiar a Donosti, on col·laborà a publicacions falangistes com Flechas y Pelayos, amb el pseudònim As. Després de la guerra col·laborà a Destino ja des de Burgos i al diari esportiu El Mundo Deportivo, que deixà el 1946 per fer un acudit diari a El Correo Catalán a més de crear El Once, amb el que pretengué emular l'èxit del Xut!. L'any 1963 dos monòlegs escrits per ell seran gravats en un disc pel popular actor Joan Capri. Amb el seu humor blanc i costumista, un grafisme net i sense complicacions i un estil de caricatura estilitzada sense massa exageració, fou un dels principals humoristes catalans de la postguerra.

## Obra dramàtica
- El partit del diumenge, sainet de costums esportius en tres actes. En col·laboració d'Alfons Roure. Estrenat al Teatre Romea, el 19 de maig de 1925.
- El comte Mitjacana, comèdia en tres actes. Estrenada al Teatre Apol·lo de Barcelona, el 17 d'octubre de 1925.

## Llibres
- Barcelona-Hollywood (1935).
- El señor que se mete en todo. Biblioteca Atalaya, 1943. Amb 87 dibuixos de l'autor.
- El Mundo en zapatillas. Edicions Destino, 1958. Col·lecció Ser o no Ser[6]
- La Memòria es diverteix, mig segle de records. Edicions Destino, 1964. Col·lecció El Dofí[7]
- La Família Sistacs. Edicions Destino, 1965. Col·lecció El Dofí[8]

## Fons documental a l'Arxiu Històric de la Ciutat de Barcelona
L'Arxiu Històric de la Ciutat de Barcelona (AHCB) conserva en els seus fons 395 dibuixos originals de Valentí Castanys que foren publicats a les pàgines de La Veu de Catalunya, entre l'1 de novembre de 1933 i el 3 de gener de 1936. Aquell 1 de novembre apareix l'anunci, en nota destacada, de la nova col·laboració a La Veu de Catalunya de Valentí Castanys, i en ressalta les notables qualitats com a caricaturista.
Aquesta col·lecció, donada a l'AHCB per La Veu de Catalunya l'any 1936, es caracteritza per tractar-se de dibuixos a ploma amb tinta xinesa, de traç net i segur, d'acurada tècnica i format molt similar, on s'hi representen caricaturitzacions inconfusibles dels principals protagonistes de la vida política del país, durant els convulsos anys de la Segona República.